# Indulto (tauromaquia)
El indulto, dentro del léxico taurino, es la gracia que se concede al toro bravo que ha demostrado en el ruedo una bravura extraordinaria y que consiste en perdonarle la vida tras la lidia. La funcionalidad, como sugiere la legislación española en materia taurina, es que el indulto favorezca el destino de la res "como semental y de preservar en su máxima pureza la raza y casta".
Las asociaciones ganaderas incluyen el indulto dentro de los programas de Mejora de la Raza de Lidia, en lo que concierne a los procesos de selección y mejora de la conservación de los encastes de lidia.
Además de en la plaza, el indulto de los toros también puede efectuarse dentro de la propia ganadería, durante las pruebas de selección que cada ganadero somete a las reses que son candidatas para ser sementales o vacas de vientre. Por el carácter privado de esta práctica, el indulto en estos casos no está regulado por la legislación sino que responde al uso y manejo propios de cada hierro. Los indultos que se hacen en la plaza de tientas de cada una de las ganaderías siempre resulta mucho más exigente que el que se da en una plaza de toros, ya que el nivel de la selección es fundamental para el devenir de la bravura de la propia ganadería.

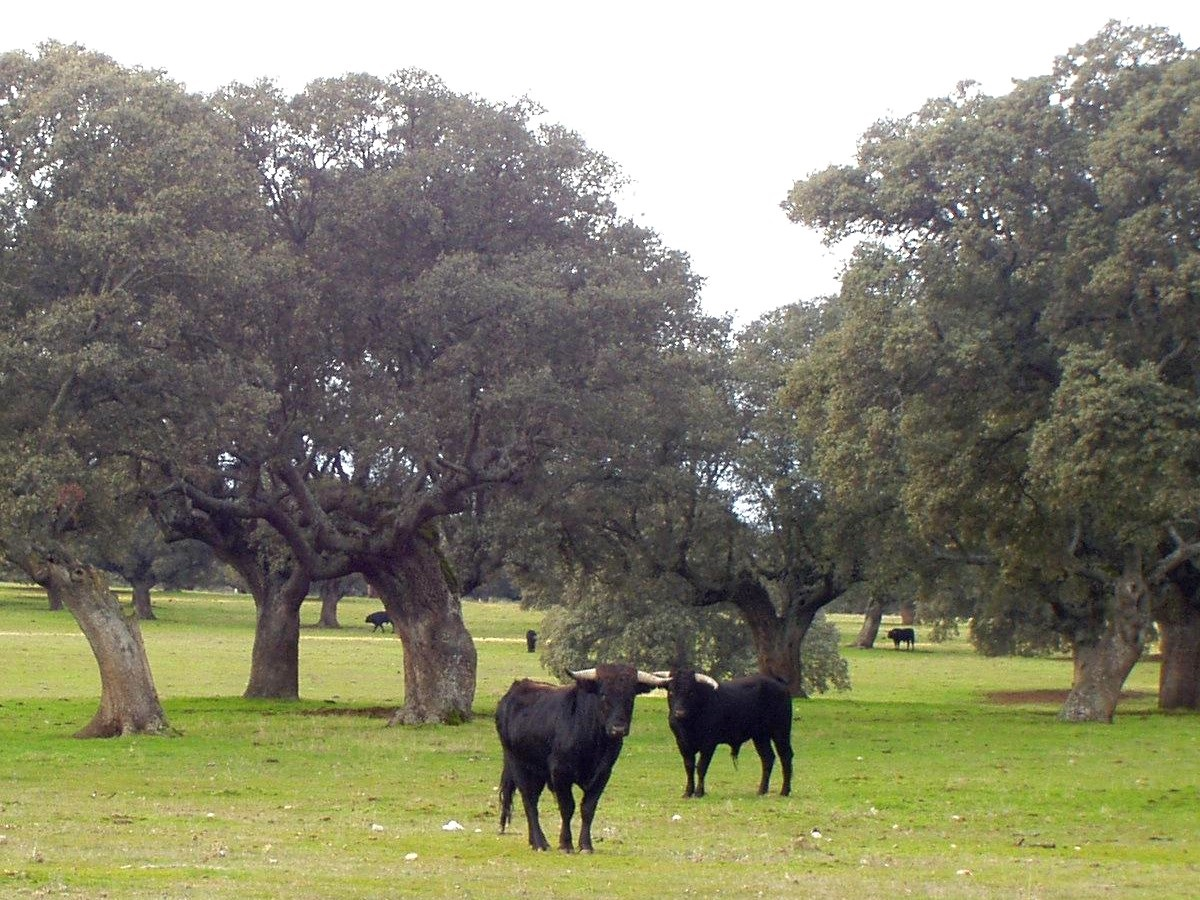
Los toros indultados son destinados como sementales, siendo la base genética de una ganadería brava.

## El toro indultado
La raza de lidia es, además de una de las razas bovinas más antiguas del mundo, pionera en la implantación de un programa de selección relativamente complejo en el que ya existían registros genealógicos y de caracteres propios de sus específicos objetivos productivos. La selección del toro bravo y la fijación de sus características físicas y de comportamiento han sido el objetivo principal de esta selección, llevada a cabo tanto dentro de las propias ganaderías como en las plazas de toros, durante la celebración de espectáculos públicos.
Por esta razón, los ganaderos que disponen de toros indultados destinan su uso a mantener la calidad genética de sus reses, empleándolos como sementales de la ganadería. Asimismo, las vacas de vientre están también sometidas a este proceso de selección y donde se buscan idénticos criterios: bravura, fuerza, fijeza y movilidad.
Las reses indultadas - tanto machos como hembras - no se destinan a la lidia sino que su vida está consignada a la procreación. Tan solo, pasados los años, los ganaderos pueden acceder a realizar lo que se denomina como "retienta" donde se comprueba si los animales destinados como sementales y vacas de vientre mantienen las mismas características de comportamiento pasado el tiempo, a fin de garantizar sus resultados en los nuevos productos: tanto becerros como erales de uno y otro sexos.

## Historia del indulto
La práctica de perdonar o indultar la vida de un toro está ligada de forma histórica de criar al toro de lidia y de buscar, por parte de los ganaderos, la simiente de la bravura. Así, el indulto ha formado parte de la selección del ganado bovino de lidia y de la tienta desde sus orígenes:
La comprobación de la bravura es una práctica corriente en las prácticas zootécnicas españolas; es una prueba original con un nombre expresivo: la tienta. [...] Es una prueba necesaria, el ganadero criador de reses necesita comprobar si las reses son bravas, si acusan la bravura, porque representan el principal aprovechamiento del animal. 
Además, la costumbre de indultar toros dentro de la celebración de un espectáculo taurino, en una plaza de toros, se remonta, al menos, al siglo XIX. Se trata de un momento histórico en el que no existe aún una reglamentación taurina unificada sino que cada plaza dispone de su particular normativa. Las facultades concedidas a la presidencia, como persona capaz de interpretar las voluntades del público y regular el normal desarrollo del espectáculo, favoreció en plazas de toros como Sevilla, Cádiz o Pamplona el que algunos toros históricos fueran indultados; especialmente, tras haber visto su bravura durante el tercio de varas. Así, fue el caso del toro Chocolatero, de la ganadería de Zalduendo, que tras haber tomado 22 varas y haber matado a 10 caballos le fue perdonada la vida.
La reglamentación taurina no aparece en España hasta 1962, sin embargo dentro de estas disposiciones legales no recogen en ningún momento ninguna figura jurídica semejante al indulto. Sin embargo, y desde los años 50, algunas plazas habían conseguido la potestad para proceder a indultar toros en ocasiones puntuales, como las conocidas "corridas concurso", en las que se lidiaban toros de distintas ganaderías para favorecer la participación de todo tipo de encastes dentro de un mismo festejo. El alcalde de Jerez de la Frontera, Álvaro Domecq, consiguió permiso de la Gobernación para que pudieran efectuarse un indulto, si se diera el caso, en este tipo de corridas.

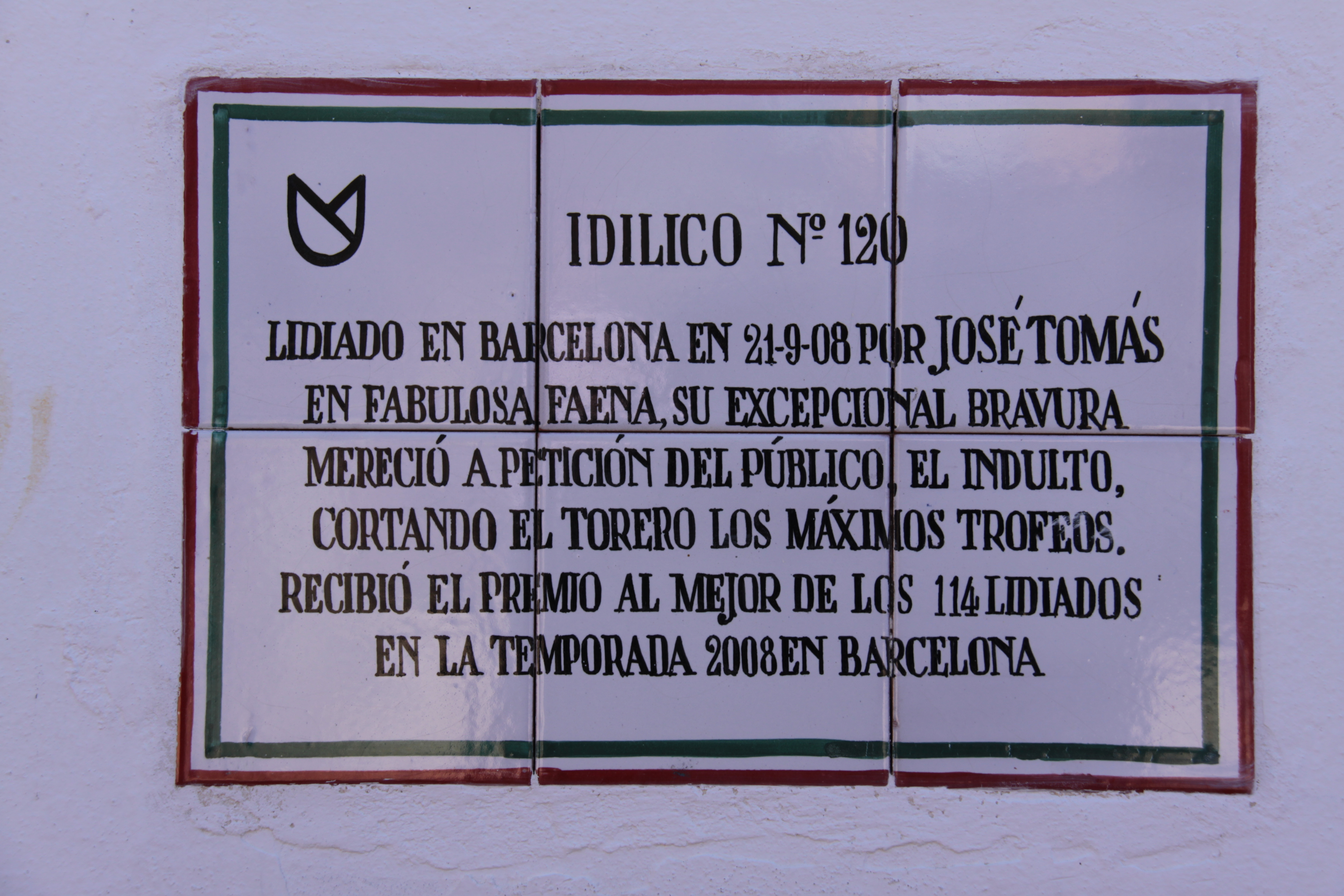
Azulejo conmemorativo del indulto del toro Idílico, de Núñez del Cuvillo, en la Monumental de Barcelona

## Reglamentación en España
El indulto de los toros y novillos dentro de un espectáculo taurino está contemplado dentro de los reglamentos de espectáculos taurinos que existen en España, tanto a nivel nacional como autonómico. Diferentes artículos recogen las disposiciones relativas a esta concesión que se hace en beneficio del toro y en pro del mantenimiento de la casta y bravura de la raza bovina de lidia. Su regulación se determinó a partir de la entrada en vigor del Real Decreto 176/1992, de 28 de febrero y se mantuvo en los reglamentos posteriores a 1996.
Con la introducción del indulto el reglamento pasaba a disponer no sólo las motivaciones que inspiraban esta gracia sino también el modo de proceder, tanto en la solicitud como en la concesión de la misma. Así se establecía un nuevo pañuelo - de color naranja - que indicaba la decisión del presidente de indultar un toro y que se sumaba a los ya existentes (blanco, verde, rojo y azul) con los que el palco presidencial determinaba sus decisiones con respecto a trofeos y ordenación de la lidia.

### Reglamento nacional (1996)
El indulto de los toros bravos en España está recogido dentro de la legislación taurina nacional donde se explicita cómo proceder a esta gracia que se concede a las reses bravas (art. 83):
"1. En las plazas de toros de primera y segunda categoría, cuando una res por su trapío y excelente comportamiento en todas las fases de la lidia, sin excepción, sea merecedora del indulto, al objeto de su utilización como semental y de preservar en su máxima pureza la raza y casta de las reses, el Presidente podrá concederlo cuando concurran las siguientes circunstancias: que sea solicitado mayoritariamente por el público, que lo solicite expresamente el diestro a quien haya correspondido la res y, por último, que muestre su conformidad el ganadero o mayoral de la ganadería a la que pertenezca.
2. Ordenado por el Presidente el indulto mediante la exhibición del pañuelo reglamentario, el matador actuante deberá, no obstante, simular la ejecución de la suerte de matar. A tal fin, utilizará una banderilla en sustitución del estoque.
3. Una vez efectuada la simulación de la suerte y clavado el arpón, se procederá a la devolución de la res a los corrales para proceder a su cura.
4. En tales casos, si el diestro fuera premiado con la concesión de una o de las dos orejas o, excepcionalmente, del rabo de la res, se simulará la entrega de dichos trofeos.

5. Cuando se hubiera indultado una res, el ganadero deberá reintegrar al empresario en la cantidad o porcentaje por ellos convenido".

### Reglamentos autonómicos
Además del reglamento nacional, la normativa autonómica en materia de espectáculos taurinos también recoge en su articulado las cuestiones relacionadas con el indulto. En términos generales, se expresan los mismos condicionantes aunque establece también algunas diferencias. La principal es la ampliación del indulto no solo a plazas de primera o segunda categoría sino, en general, a todas aquellas plazas permanentes, por lo que se incluyen también plazas de tercera categoría. Por su parte, el reglamento taurino de Navarra establece que solo podrán concederse indultos en la Plaza de toros de Pamplona, es decir la única plaza de primera categoría que existe en la comunidad foral.
Tanto Andalucía como el País Vasco y Navarra reconocen que el indulto debe tener lugar dentro de una corrida de toros o una novillada con picadores, en arreglo a uno de los condicionantes del indulto: la ostentación de la bravura en todas las fases de la lidia, incluida la suerte de varas. Así, no está permitido el indulto en novilladas sin picadores, becerradas, festivales, clases prácticas o espectáculos populares.

## Controversia
En tiempos presentes, arrecia una polémica entre un sector de aficionados taurinos con respecto al elevado número de indultos que se conceden en las distintas ferias que conforman la temporada taurina española. Esto se debe a la libre interpretación que, en ocasiones, se realiza del reglamento taurino así como a la falta de exigencia que se tiene a la hora de aplicar la normativa en cuanto a los requisitos del indulto. De hecho, algunos ganaderos como Victorino Martín, han considerado que en algunos casos se está llegando a una ola de "indultitis"; algo que refutan también otros profesionales del mundo del toro como el torero Julián López "El Juli".
Otros aficionados consideran que, en la actualidad, el indulto ha dejado de ser exclusivamente un reconocimiento a la bravura del toro durante la lidia y que, progresivamente, existe también un premio hacia el torero, por ser capaz de haber extraído todas las cualidades que posee el animal durante la faena.